# Red Morrison
Dwight W. "Red" Morrison (Spokane, Washington) es un exjugador de baloncesto estadounidense que disputó tres temporadas en la NBA y una más en la CBA. Con 2,03 metros de estatura, jugaba en la posición de ala-pívot.

## Trayectoria deportiva

### Universidad
Jugó durante cuatro temporadas con los Vandals de la Universidad de Idaho, en las que promedió 11,0 puntos y 10,1 rebotes por partido. Es el segundo máximo reboteador en una temporada en la historia de los Vandals, solo por detrás de Gus Johnson, y el tercero en porcentaje, con los 12'3 rebotes capturados por partido en 1953.

### Profesional
Fue elegido en la decimocuarta posición del Draft de la NBA de 1954 por Boston Celtics, donde jugó dos temporadas dirigido por Red Auerbach como suplente de Don Barksdale, destacando sobre todo en el aspecto defensivo. Su mejor temporada fue la primera, en la que promedió 4,4 puntos y 6,4 rebotes por partido.
Tras ser despedido por los Celtics y pasar un año en blanco, en la temporada 1957-58 fichó por los St. Louis Hawks, pero únicamente disputó 13 partidos, en los que promedió 1,6 puntos y 2,0 rebotes. Antes de retirarse, jugó una temporada más con los Baltimore Bullets de la CBA.

## Estadísticas de su carrera en la NBA

### Temporada regular
| Temp.   | Edad | Equipo   | Liga | P   | TIT | MIN  | TC  | TCA | %TC  | 3P | 3PA | %3P | TL  | TLA | %TL  | R.OF. | R.DEF. | REB | ASIS | ROB | TAP | PER | FP  | PTS |
| 1954-55 | 22   | Boston   | NBA  | 71  |     | 17.3 | 1.7 | 4.0 | .423 |    |     |     | 1.0 | 1.6 | .626 |       |        | 6.4 | 1.2  |     |     |     | 3.1 | 4.4 |
| 1955-56 | 23   | Boston   | NBA  | 71  |     | 12.8 | 1.3 | 3.4 | .371 |    |     |     | 0.6 | 1.3 | .494 |       |        | 4.9 | 0.7  |     |     |     | 2.2 | 3.1 |
| 1957-58 | 25   | St.Louis | NBA  | 13  |     | 6.1  | 0.7 | 2.0 | .346 |    |     |     | 0.2 | 0.3 | .750 |       |        | 2.0 | 0.0  |     |     |     | 0.9 | 1.6 |
| Total   |      |          | NBA  | 155 |     | 14.3 | 1.4 | 3.5 | .396 |    |     |     | 0.8 | 1.3 | .572 |       |        | 5.3 | 0.9  |     |     |     | 2.5 | 3.6 |

### Playoffs
| Temp.   | Edad | Equipo | Liga | P  | MIN | TCA | TC | 3PA | 3P | TLA | TL | R.OF. | REB | ASIS | ROB | TAP | PER | FP | PTS | %TC  | %3P | %FT  | MIN | PTS | REB | AST |
| 1954-55 | 22   | Boston | NBA  | 7  | 42  | 3   | 8  |     |    | 1   | 3  |       | 14  | 1    |     |     |     | 22 | 7   | .375 |     | .333 | 6.0 | 1.0 | 2.0 | 0.1 |
| 1955-56 | 23   | Boston | NBA  | 3  | 23  | 2   | 7  |     |    | 0   | 4  |       | 11  | 0    |     |     |     | 5  | 4   | .286 |     | .000 | 7.7 | 1.3 | 3.7 | 0.0 |
| Total   |      |        | NBA  | 10 | 65  | 5   | 15 |     |    | 1   | 7  |       | 25  | 1    |     |     |     | 27 | 11  | .333 |     | .143 | 6.5 | 1.1 | 2.5 | 0.1 |